# فمزيلي ملامبو نجوكا
فمزيلي ملامبو نجوكا (النطق بالزولو: [pʰumziːle m̩lamboᵑǀʱuːkʼa]؛ ولدت في 3 نوفمبر 1955)، سياسية جنوب إفريقية ومسؤولة بالأمم المتحدة، تشغل حاليا منصب المدير التنفيذي لهيئة الأمم المتحدة للمرأة برتبة وكيل الأمين العام للأمم المتحدة.
شغلت مالامبو نجوكا منصب نائب رئيس جنوب إفريقيا من عام 2005 إلى عام 2008 ، كأول امرأة تشغل هذا المنصب، وكانت في ذلك الوقت أعلى مرتبة في تاريخ جنوب إفريقيا. خلال فترة عملها كنائبة لرئيس جنوب إفريقيا، أشرفت على برامج مكافحة الفقر وضمان استفادة الفقراء من مزايا الاقتصاد المتنامي.

## بداية حياتها ودراستها
حصلت ملامبو نجوكا على درجة البكالوريوس في  العلوم الاجتماعية  و التعليم  من جامعة ليسوتو الوطنية في عام 1980، بالإضافة إلى درجة الماجستير في الفلسفة من جامعة كيب تاون في عام 2003، والتي تناولت التخطيط والسياسة التعليمية. في عام 2013 أكملت الدكتوراه من جامعة وارويك. تمت تغطية العمل باستخدام تقنيات الهاتف المحمول لدعم تطوير المعلمين في الدول الفقيرة بالموارد. حصلت على الدكتوراه الفخرية من جامعة نيلسون مانديلا متروبوليتان في عام  2014

## روابط خارجية
- فمزيلي ملامبو نجوكا على موقع الموسوعة البريطانية (الإنجليزية)
- فمزيلي ملامبو نجوكا على موقع مونزينجر (الألمانية)
- فمزيلي ملامبو نجوكا على موقع ديسكوغز (الإنجليزية)